# Polistes veracrucis
Polistes veracrucis är en getingart som beskrevs av Richards 1978. Polistes veracrucis ingår i släktet pappersgetingar, och familjen getingar. Inga underarter finns listade i Catalogue of Life.